# Buisson (cràter)
Buisson és un cràter d'impacte que es troba a la cara oculta de la Lluna, a la vora sud-est del cràter Vesalius. Al sud-oest apareix Einthoven.

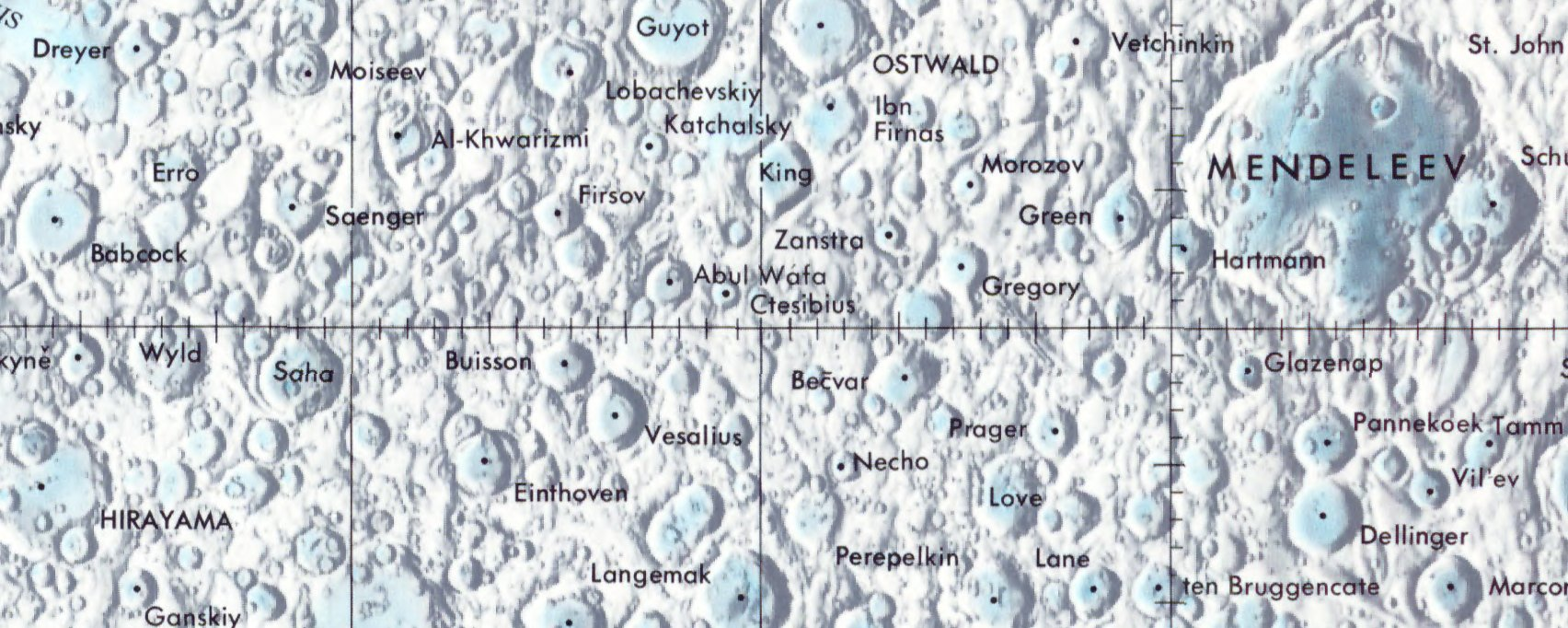
Localització de Buisson (centre esquerra de la imatge)
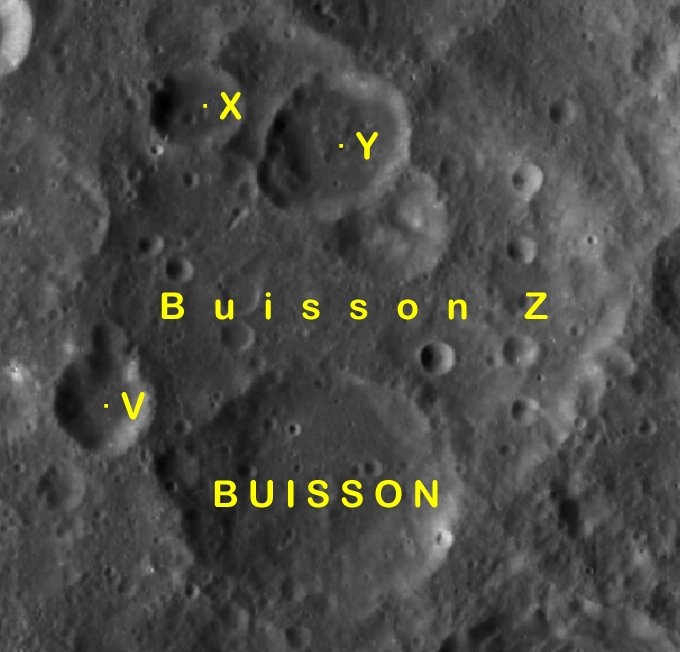
Cràters satèl·lit

La vora del cràter està una mica desgastada, i és més baixa al nord. Hi ha una cresta central baixa que travessa el punt mig.

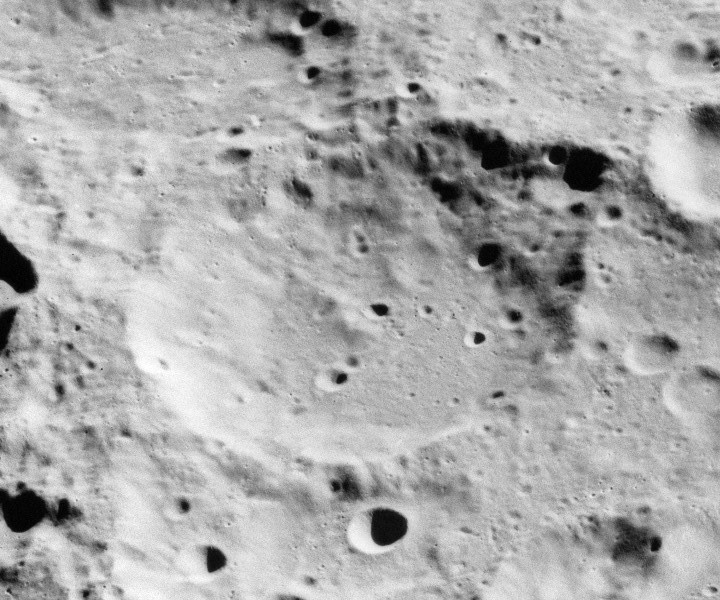
Fotografia de l'Apollo 16
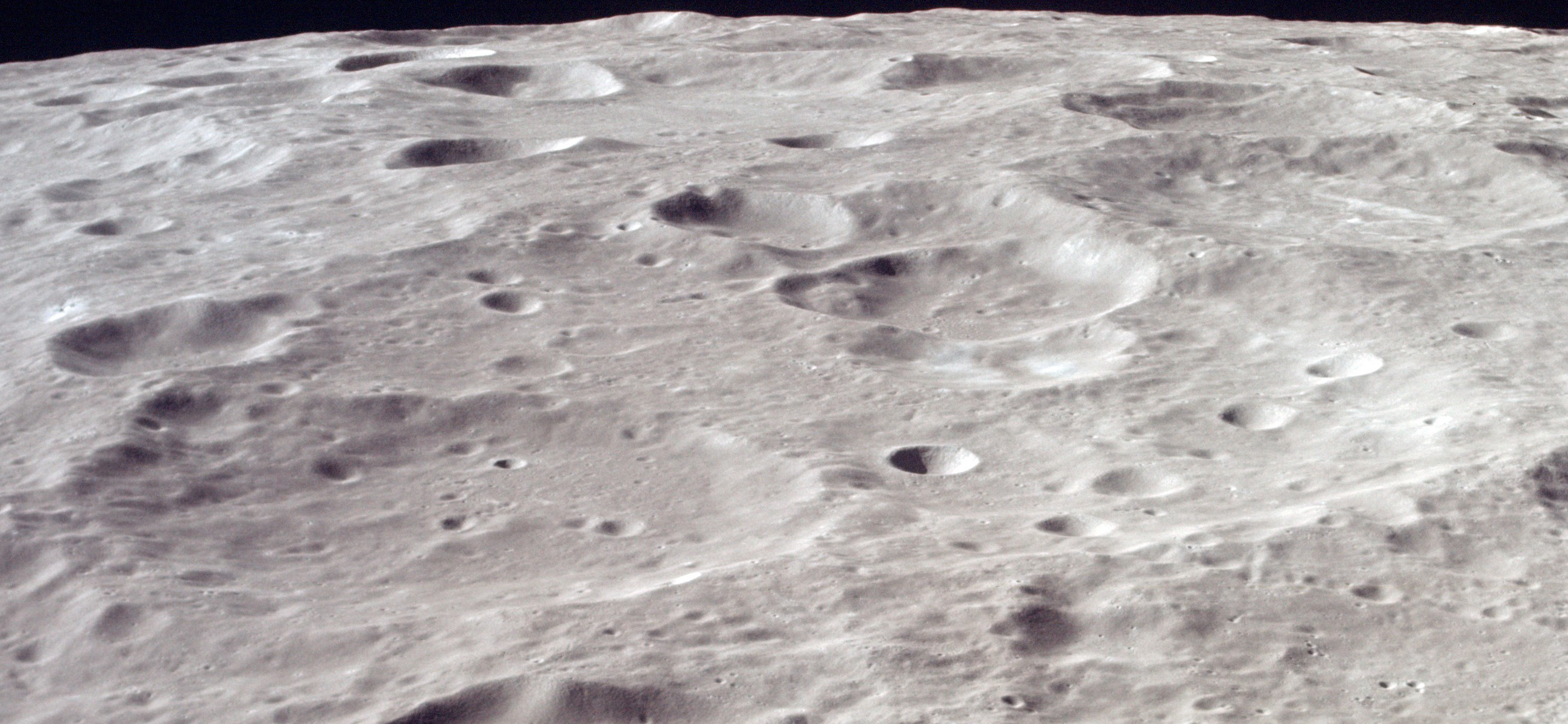
Vista obliqua des de l'Apollo 12. Buisson, a baix a l'esquerra. El cràter més gran que abasta la imatge és Buisson Z. Buisson X i Y estan a la centredreta, i Buisson V apareix a dalt a l'esquerra Buisson. Firsov i Firsov K es troben a la part superior dreta, i Firsov S en segon pla central

## Cràters satèl·lit
Per convenció aquests elements són identificats en els mapes lunars posant la lletra en el costat del punt central del cràter que està més proper a Buisson.
| Buisson | Coordenades                           | Diàmetre |
| ------- | ------------------------------------- | -------- |
| V       | 0° 36′ S, 110° 48′ E / 0.6°S,110.8°E  | 22 km    |
| X       | 1° 36′ N, 111° 36′ E / 1.6°N,111.6°E  | 21 km    |
| Y       | 1° 24′ N, 112° 36′ E / 1.4°N,112.6°E  | 36 km    |
| Z       | 0° 00′ N, 112° 30′ E / -0.0°N,112.5°E | 98 km    |